# Liste der Baudenkmäler im Wuppertaler Wohnquartier Uellendahl-West (A–J)
Die Liste der Baudenkmäler im Wuppertaler Wohnquartier Uellendahl-West (A–J) enthält die denkmalgeschützten Bauwerke auf dem Gebiet von Wuppertal-Uellendahl-West in Nordrhein-Westfalen (Stand: November 2011). Diese Baudenkmäler sind in der Denkmalliste der Stadt Wuppertal eingetragen; Grundlage für die Aufnahme ist das Denkmalschutzgesetz Nordrhein-Westfalen (DSchG NRW).

## Auszug aus der Denkmalliste

### Eingetragene Baudenkmäler
| Bild                    | Bezeichnung             | Lage                                          | Beschreibung | Bauzeit                | Eingetragen seit   | Denkmal- nummer |
| ----------------------- | ----------------------- | --------------------------------------------- | --- | ---------------------- | ------------------ | --------------- |
| weitere Bilder          | Villa                   | Uellendahl-West Adalbert-Stifter-Weg 54 Karte | Villa Seyd | 1896                   | 19. Dezember 1984  | 227 Wikidata    |
| Wohnhaus                | Wohnhaus                | Uellendahl-West Bornberg 95 Karte             | | 1904                   | 27. Januar 1993    | 2719            |
| Fabrikgebäude           | Fabrikgebäude           | Uellendahl-West Bornberg 97 Karte             | | um 1897                | 27. Januar 1993    | 2718            |
| weitere Bilder          | Villa                   | Uellendahl-West Bremer Straße 1 Karte         | Villa Zehnder | 1904                   | 31. Juli 1986      | 844             |
| weitere Bilder          | Straßenzug              | Uellendahl-West Caubstraße Karte              | Bestandteil der Siedlung Kleistplatz | 1920–1923              | 13. Juli 1995      | 3703            |
| weitere Bilder          | Siedlungshaus           | Uellendahl-West Caubstraße 1 Karte            | Bestandteil der Siedlung Kleistplatz | 1920–1923              | 13. Juli 1995      | 3703            |
| weitere Bilder          | Siedlungshaus           | Uellendahl-West Caubstraße 3 Karte            | Bestandteil der Siedlung Kleistplatz | 1920–1923              | 13. Juli 1995      | 3703            |
| weitere Bilder          | Siedlungshaus           | Uellendahl-West Caubstraße 8 Karte            | Bestandteil der Siedlung Kleistplatz | 1914                   | 13. Juli 1995      | 3703            |
| weitere Bilder          | Siedlungshaus           | Uellendahl-West Caubstraße 10 Karte           | Bestandteil der Siedlung Kleistplatz | 1914                   | 13. Juli 1995      | 3703            |
| weitere Bilder          | Siedlungshaus           | Uellendahl-West Caubstraße 12 Karte           | Bestandteil der Siedlung Kleistplatz | 1914                   | 13. Juli 1995      | 3703            |
| weitere Bilder          | Siedlungshaus           | Uellendahl-West Caubstraße 14 Karte           | Bestandteil der Siedlung Kleistplatz | 1914                   | 13. Juli 1995      | 3703            |
| weitere Bilder          | Siedlungshaus           | Uellendahl-West Caubstraße 16 Karte           | Bestandteil der Siedlung Kleistplatz | 1914                   | 13. Juli 1995      | 3703            |
| weitere Bilder          | Siedlungshaus           | Uellendahl-West Caubstraße 18 Karte           | Bestandteil der Siedlung Kleistplatz | 1914                   | 1. Juli 2008       | 3703            |
| weitere Bilder          | Siedlungshaus           | Uellendahl-West Caubstraße 20 Karte           | Bestandteil der Siedlung Kleistplatz | 1914                   | 1. Juli 2008       | 3703            |
| weitere Bilder          | Siedlungshaus           | Uellendahl-West Caubstraße 22 Karte           | Bestandteil der Siedlung Kleistplatz | 1914                   | 1. August 2008     | 3703            |
| weitere Bilder          | Siedlungshaus           | Uellendahl-West Caubstraße 24 Karte           | Bestandteil der Siedlung Kleistplatz | 1914                   | 1. Juli 2008       | 3703            |
| weitere Bilder          | Siedlungshaus           | Uellendahl-West Caubstraße 26 Karte           | Bestandteil der Siedlung Kleistplatz | 1914                   | 1. Juli 2008       | 3703            |
| weitere Bilder          | Wohn- und Geschäftshaus | Uellendahl-West Eschenbeeker Straße 1 Karte   | | 1901                   | 7. Februar 1995    | 3655            |
| Wohnhaus                | Wohnhaus                | Uellendahl-West Eschenbeeker Straße 3 Karte   | | 1902                   | 27. Oktober 1995   | 3768            |
| Wohnhaus                | Wohnhaus                | Uellendahl-West Eschenbeeker Straße 5 Karte   | | 1901                   | 14. April 1992     | 2169            |
| Wohn- und Geschäftshaus | Wohn- und Geschäftshaus | Uellendahl-West Eschenbeeker Straße 7 Karte   | | 1902/03                | 27. Oktober 1995   | 3769            |
| weitere Bilder          | Wohnhaus                | Uellendahl-West Eschenbeeker Straße 9 Karte   | | 1902/03                | 9. November 1993   | 3167            |
| weitere Bilder          | Wohnhaus                | Uellendahl-West Eschenbeeker Straße 10 Karte  | | Jahrhundertwende       | 27. August 1985    | 560             |
| weitere Bilder          | Wohnhaus                | Uellendahl-West Hamburger Straße 8 Karte      | | 1904                   | 15. Oktober 1993   | 3140            |
| weitere Bilder          | Wohnhaus                | Uellendahl-West Hamburger Straße 22 Karte     | | um 1899                | 17. Dezember 1992  | 2633            |
| weitere Bilder          | Wohnhaus                | Uellendahl-West Hamburger Straße 24 Karte     | | um 1899                | 14. Oktober 1992   | 2496            |
| weitere Bilder          | Wohnhaus                | Uellendahl-West Hamburger Straße 26 Karte     | | 1901                   | 15. Oktober 1993   | 3141            |
| weitere Bilder          | Wohnhaus                | Uellendahl-West Hamburger Straße 28 Karte     | | 1902                   | 7. März 1986       | 732             |
| weitere Bilder          | Wohnhaus                | Uellendahl-West Hamburger Straße 30 Karte     | | 1902/03                | 23. September 1993 | 3127            |
| weitere Bilder          | Wohnhaus                | Uellendahl-West Hamburger Straße 32 Karte     | | 1903/04                | 15. Oktober 1993   | 3142            |
| weitere Bilder          | Wohnhaus                | Uellendahl-West Hamburger Straße 34 Karte     | | 1903/04                | 15. Oktober 1993   | 3143            |
| weitere Bilder          | Wohn- und Geschäftshaus | Uellendahl-West Hamburger Straße 36 Karte     | | 1906/07                | 14. September 1993 | 3101            |
| weitere Bilder          | Wohn- und Geschäftshaus | Uellendahl-West Hamburger Straße 38 Karte     | | 1924/25                | 22. April 1992     | 2174            |
| weitere Bilder          | Wohnhaus                | Uellendahl-West Hamburger Straße 40 Karte     | | um 1902/03             | 6. Dezember 1993   | 3219            |
| weitere Bilder          | Wohnhaus                | Uellendahl-West Hamburger Straße 44 Karte     | | 1903                   | 12. November 1993  | 3193            |
| weitere Bilder          | Wohnhaus                | Uellendahl-West Hamburger Straße 46 Karte     | | 1903                   | 12. November 1993  | 3195            |
| Wohnhaus                | Wohnhaus                | Uellendahl-West Hamburger Straße 48 Karte     | | um 1902                | 17. Dezember 1993  | 3240            |
| weitere Bilder          | Wohnhaus                | Uellendahl-West Hamburger Straße 50 Karte     | | um 1903                | 3. Dezember 1993   | 3216            |
| weitere Bilder          | Treppe                  | Uellendahl-West Hamburger Treppe Karte        | Hamburger Treppe | 1903                   | 26. Februar 1998   | 4079 Wikidata   |
| weitere Bilder          | Wohnhaus                | Uellendahl-West Hansastraße 8 Karte           | | 1901                   | 30. Mai 1996       | 3919            |
| weitere Bilder          | Wohnhaus                | Uellendahl-West Hansastraße 10 Karte          | | 1901                   | 30. Mai 1996       | 3920            |
| weitere Bilder          | Wohnhaus                | Uellendahl-West Hansastraße 12 Karte          | | 1897                   | 30. Mai 1996       | 3921            |
| weitere Bilder          | Wohnhaus                | Uellendahl-West Hansastraße 13 Karte          | | 1898                   | 25. Juni 1996      | 3945            |
| weitere Bilder          | Wohnhaus                | Uellendahl-West Hansastraße 14 Karte          | | 1897                   | 30. Mai 1996       | 3922            |
| weitere Bilder          | Wohnhaus                | Uellendahl-West Hansastraße 15 Karte          | | 1898                   | 25. Juni 1996      | 3946            |
| weitere Bilder          | Wohnhaus                | Uellendahl-West Hansastraße 16 Karte          | | 1902                   | 30. Mai 1996       | 3925            |
| weitere Bilder          | Wohnhaus                | Uellendahl-West Hansastraße 17 Karte          | | 1900                   | 30. Mai 1996       | 3923            |
| weitere Bilder          | Wohnhaus                | Uellendahl-West Hansastraße 18 Karte          | | spätes 19. Jahrhundert | 8. Mai 1989        | 1601            |
| weitere Bilder          | Wohnhaus                | Uellendahl-West Hansastraße 19 Karte          | | 1900                   | 30. Mai 1996       | 3924            |
| weitere Bilder          | Wohnhaus                | Uellendahl-West Hansastraße 20 Karte          | | 1901                   | 30. Mai 1996       | 3926            |
| weitere Bilder          | Wohnhaus                | Uellendahl-West Hansastraße 21 Karte          | | 1902                   | 30. Mai 1996       | 3928            |
| weitere Bilder          | Wohnhaus                | Uellendahl-West Hansastraße 22 Karte          | | 1895/96                | 30. Mai 1996       | 3927            |
| weitere Bilder          | Wohnhaus                | Uellendahl-West Hansastraße 23 Karte          | |                        | 30. Mai 1996       | 3929            |
| weitere Bilder          | Wohnhaus                | Uellendahl-West Hansastraße 44                | | 1913                   | 12. Januar 2016    | 4242            |
| weitere Bilder          | Wohnhaus                | Uellendahl-West Hansastraße 54 Karte          | | 1905/06                | 7. Mai 1992        | 2205            |
| weitere Bilder          | Wohnhaus                | Uellendahl-West Hansastraße 56 Karte          | | 1905/06                | 6. Mai 1992        | 2199            |
| weitere Bilder          | Wohnhaus                | Uellendahl-West Hansastraße 58 Karte          | | 1905/06                | 6. Mai 1992        | 2198            |
| weitere Bilder          | Siedlungshaus           | Uellendahl-West Hansastraße 59 Karte          | Bestandteil der Wohnhausgruppe Hansastraße | 1926/27                | 8. Juli 1996       | 3965            |
| weitere Bilder          | Wohnhaus                | Uellendahl-West Hansastraße 60 Karte          | | 1905/06                | 7. Mai 1992        | 2204            |
| weitere Bilder          | Siedlungshaus           | Uellendahl-West Hansastraße 61 Karte          | Bestandteil der Wohnhausgruppe Hansastraße | 1926/27                | 8. Juli 1996       | 3967            |
| weitere Bilder          | Siedlungshaus           | Uellendahl-West Hansastraße 63 Karte          | Bestandteil der Wohnhausgruppe Hansastraße | 1926/27                | 8. Juli 1996       | 3967            |
| weitere Bilder          | Siedlungshaus           | Uellendahl-West Hansastraße 65 Karte          | Bestandteil der Wohnhausgruppe Hansastraße | 1926/27                | 8. Juli 1996       | 3967            |
| weitere Bilder          | Siedlungshaus           | Uellendahl-West Hansastraße 67 Karte          | Bestandteil der Wohnhausgruppe Hansastraße | 1926/27                | 8. Juli 1996       | 3966            |
| weitere Bilder          | Wohnhaus                | Uellendahl-West Hansastraße 73 Karte          | | 1906                   | 15. April 1998     | 4089            |
| Wohnhaus                | Wohnhaus                | Uellendahl-West Hansastraße 75 Karte          | | 1906                   | 25. Juni 1996      | 3947            |
| Wohnhaus                | Wohnhaus                | Uellendahl-West Hansastraße 77 Karte          | | 1905/06                | 15. Oktober 1993   | 3147            |
| weitere Bilder          | Wohnhaus                | Uellendahl-West In der Mirke 9 Karte          | Hofanlage Teschemacher Hof, eine bauliche Einheit mit In der Mirke 10, 11, 12 | um 1630                | 21. August 1986    | 855 Wikidata    |
| weitere Bilder          | Wohnhaus                | Uellendahl-West In der Mirke 10 Karte         | Hofanlage Teschemacher Hof, eine bauliche Einheit mit In der Mirke 9, 11, 12 | um 1630                | 21. August 1986    | 855 Wikidata    |
| weitere Bilder          | Wohnhaus                | Uellendahl-West In der Mirke 11 Karte         | Hofanlage Teschemacher Hof, eine bauliche Einheit mit In der Mirke 9, 10, 12 | um 1630                | 21. August 1986    | 855 Wikidata    |
| weitere Bilder          | Wohnhaus                | Uellendahl-West In der Mirke 12 Karte         | Hofanlage Teschemacher Hof, eine bauliche Einheit mit In der Mirke 9, 11, 10 | um 1630                | 21. August 1986    | 855 Wikidata    |
| weitere Bilder          | Siedlung                | Uellendahl-West Siedlung Jahnplatz Karte      | Zur Siedlung Jahnplatz gehören: Jahnplatz 1, 2, 3, 4, 5, Kohlstraße 4, Uellendahler Straße 171, 173, 175, 179, 181, Erschließung: Jahnplatz, Jahnweg (Unterteil) und Umfeld: Gärten, Freiflächen | 1911                   | 13. Juli 1995      | 3702            |
| weitere Bilder          | Siedlungshaus           | Uellendahl-West Jahnplatz 1 Karte             | Bestandteil der Siedlung Jahnplatz | 1911                   | 13. Juli 1995      | 3702            |
| weitere Bilder          | Siedlungshaus           | Uellendahl-West Jahnplatz 2 Karte             | Bestandteil der Siedlung Jahnplatz | 1911                   | 13. Juli 1995      | 3702            |
| weitere Bilder          | Siedlungshaus           | Uellendahl-West Jahnplatz 3 Karte             | Bestandteil der Siedlung Jahnplatz | 1911                   | 13. Juli 1995      | 3702            |
| weitere Bilder          | Siedlungshaus           | Uellendahl-West Jahnplatz 4 Karte             | Bestandteil der Siedlung Jahnplatz | 1911                   | 13. Juli 1995      | 3702            |
| weitere Bilder          | Siedlungshaus           | Uellendahl-West Jahnplatz 5 Karte             | Bestandteil der Siedlung Jahnplatz | 1911                   | 13. Juli 1995      | 3702            |
| weitere Bilder          | Straßenzug              | Uellendahl-West Jahnweg Karte                 | Bestandteil der Siedlung Kleistplatz | 1914                   | 13. Juli 1995      | 3703            |
| weitere Bilder          | Siedlungshaus           | Uellendahl-West Jahnweg 1 Karte               | Bestandteil der Siedlung Kleistplatz | 1914                   | 13. Juli 1995      | 3703            |
| weitere Bilder          | Siedlungshaus           | Uellendahl-West Jahnweg 3 Karte               | Bestandteil der Siedlung Kleistplatz | 1914                   | 13. Juli 1995      | 3703            |
| weitere Bilder          | Siedlungshaus           | Uellendahl-West Jahnweg 5 Karte               | Bestandteil der Siedlung Kleistplatz | 1914                   | 13. Juli 1995      | 3703            |
| weitere Bilder          | Siedlungshaus           | Uellendahl-West Jahnweg 7 Karte               | Bestandteil der Siedlung Kleistplatz | 1914                   | 13. Juli 1995      | 3703            |
| weitere Bilder          | Siedlungshaus           | Uellendahl-West Jahnweg 9 Karte               | Bestandteil der Siedlung Kleistplatz | 1914                   | 13. Juli 1995      | 3703            |
| weitere Bilder          | Siedlungshaus           | Uellendahl-West Jahnweg 11 Karte              | Bestandteil der Siedlung Kleistplatz | 1914                   | 13. Juli 1995      | 3703            |
| weitere Bilder          | Siedlungshaus           | Uellendahl-West Jahnweg 13 Karte              | Bestandteil der Siedlung Kleistplatz | 1914                   | 13. Juli 1995      | 3703            |
| weitere Bilder          | Siedlungshaus           | Uellendahl-West Jahnweg 19 Karte              | Bestandteil der Siedlung Kleistplatz | 1914                   | 13. Juli 1995      | 3703            |
| weitere Bilder          | Siedlungshaus           | Uellendahl-West Jahnweg 21 Karte              | Bestandteil der Siedlung Kleistplatz | 1914                   | 13. Juli 1995      | 3703            |
| weitere Bilder          | Siedlungshaus           | Uellendahl-West Jahnweg 27 Karte              | Bestandteil der Siedlung Kleistplatz | 1914                   | 13. Juli 1995      | 3703            |

### Baudenkmäler in Bearbeitung
Folgende Objekte werden noch geprüft oder deren Status ist in der Denkmalliste nicht klar ersichtlich.
| Bild           | Bezeichnung                              | Lage | Beschreibung                                                     | Bauzeit | Eingetragen seit | Denkmal- nummer |
| -------------- | ---------------------------------------- | --- | ---------------------------------------------------------------- | ------- | ---------------- | --------------- |
| weitere Bilder | Brücke in der hist. Parkanlage Hasenberg | Uellendahl-West Gegenüber der Einmündung des Julius-Lucas-Wegs in den August-Jung-Weg dem Siefen des Hasenbergbachs folgend ca. 200 Meter abwärts | Status wird überprüft                                            |         |                  | 0               |
| Fabrikgebäude  | Fabrikgebäude                            | Uellendahl-West Bornberg 88 | Status wird überprüft                                            |         | 27. Januar 1993  | 0               |
| Fabrikgebäude  | Fabrikgebäude                            | Uellendahl-West Bornberg 92 | Status wird überprüft                                            |         | 27. Januar 1993  | 0               |
| weitere Bilder | Wohnhaus                                 | Uellendahl-West Florastraße 44 | Eine bauliche Einheit mit Florastraße 46, Status wird überprüft. |         |                  | 0               |
| weitere Bilder | Wohnhaus                                 | Uellendahl-West Florastraße 46 | Eine bauliche Einheit mit Florastraße 44, Status wird überprüft. |         |                  | 0               |
| weitere Bilder | Badeanlagen des Freibads                 | Uellendahl-West In der Mirke 1 | Status wird überprüft                                            |         |                  | 0               |